# Erik Lundbom
Johan Erik Lundbom, född 7 februari 1876 i Stigtomta församling, död 21 februari 1954 i Stigtomta, var en svensk lantbrukare och socialdemokratisk politiker. 
Lundbom var ledamot av riksdagens andra kammare 1922–1924 och från 1933, invald i Södermanlands läns valkrets.